# Ancinus panamensis
Ancinus panamensis là một loài chân đều trong họ Ancinidae. Loài này được Glynn & Glynn miêu tả khoa học năm 1974.